# Buberos
Buberos – gmina w Hiszpanii, w prowincji Soria, w Kastylii i León, o powierzchni 18,53 km². W 2011 roku gmina liczyła 36 mieszkańców.